# 新潟県道2号新潟寺泊線

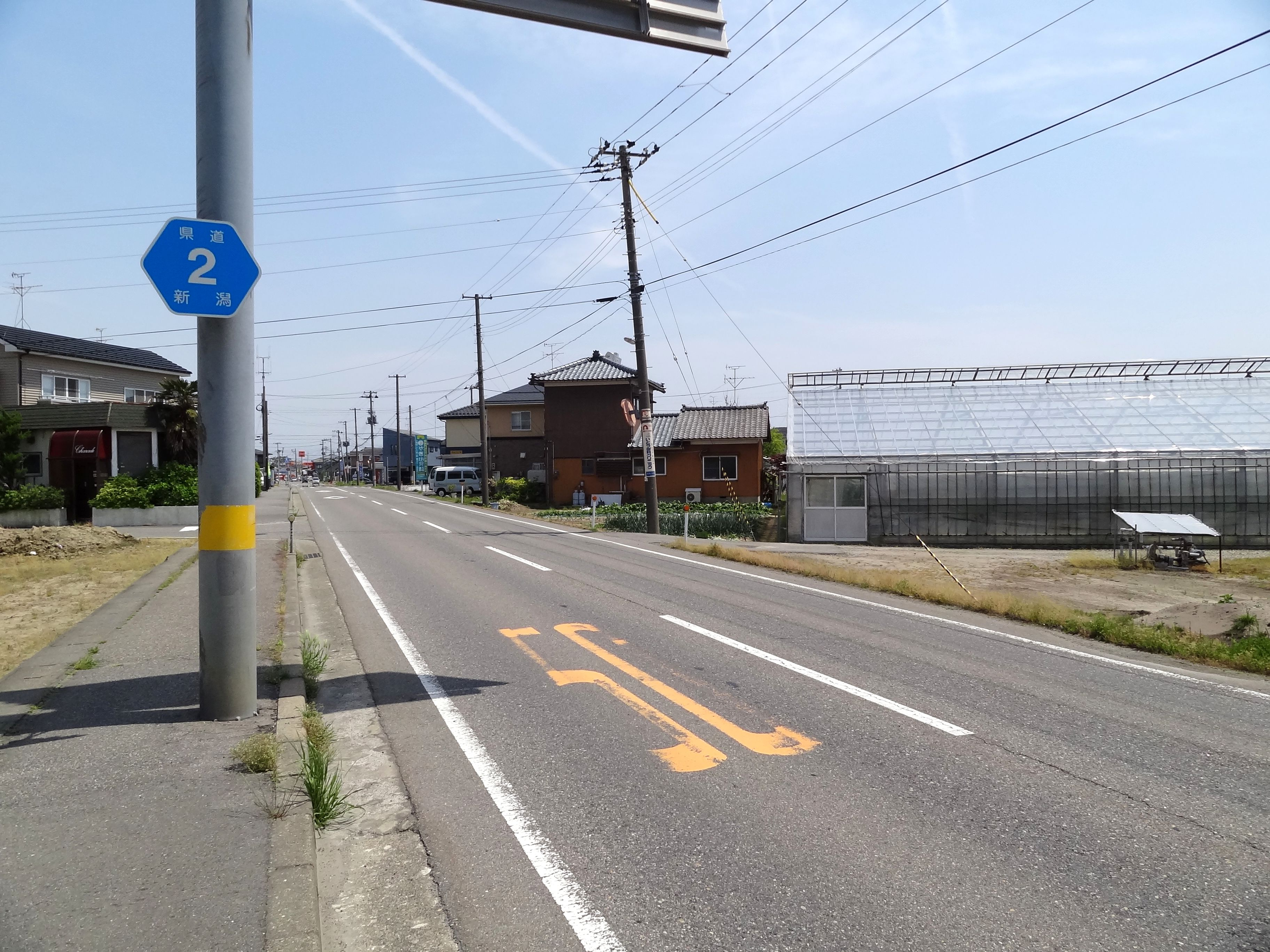
新潟市江南区天野付近

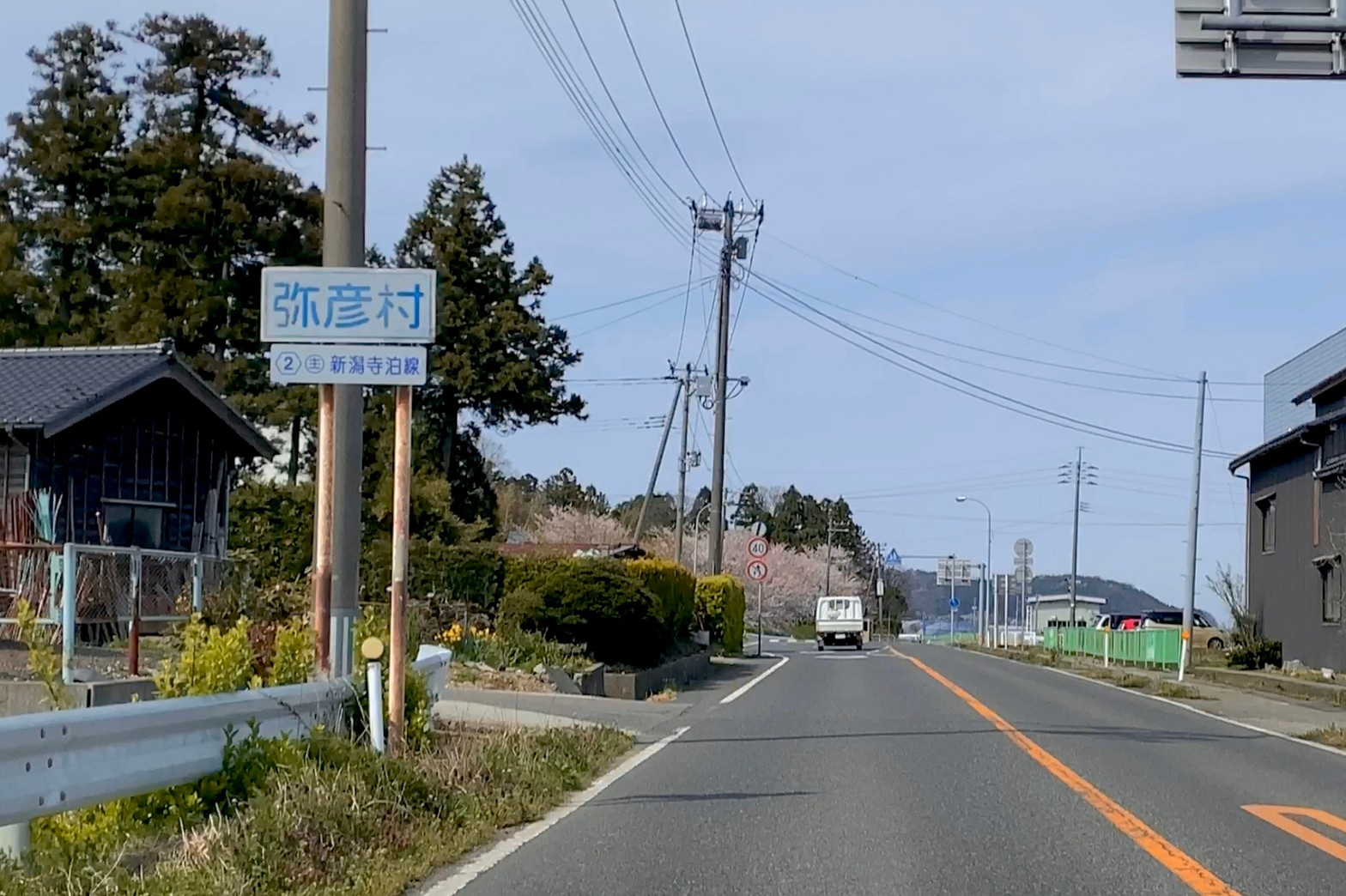
弥彦村麓付近（2020年4月）

新潟県道2号新潟寺泊線（にいがたけんどう2ごう にいがたてらどまりせん）は、新潟県新潟市江南区から長岡市に至る主要地方道（新潟県道）である。

## 概要
新潟市内の区間は、県道16号と共に江南区と西区を結ぶ旧市域郊外の外環状線として機能している。内野からは、五十嵐・赤塚の砂丘地と、弥彦山、角田山など日本海沿いにそそり立つ山地の東麓を走り、信濃川の分水路である大河津分水路を渡り、「魚のアメ横」で知られる長岡市寺泊地域中心部に至る。
大半の区間で北国街道に沿っており、そのまま現道となっている区間もある。沿線にはラムサール条約登録湿地の佐潟のほか、上堰潟、岩室温泉、角田山、弥彦山、弥彦神社、弥彦温泉、国上山など観光スポットが点在する。
なお、一部区間において「新潟県道802号」の県道番号標識が設置されていたことがあったが、現在はすべて「県道2号」の標識に訂正されている。

### 路線データ
- 起点：新潟市江南区嘉木（新潟県道16号新潟亀田内野線交点）
- 終点：長岡市寺泊藪田付近（国道402号上）[1]
- 路線延長：46.8315km（2006年4月1日現在）[2]

## 歴史
認定当初は新潟市内野町（現西区）の内野四ツ角交差点が起点であったが、国道116号のバイパス道路（現新潟市道曽和インター信濃町線、国道402号など=西大通り）開通に伴い、新潟市坂井（同）の坂井交差点が起点となった。その後1985年（昭和60年）に千歳大橋が開通し、新潟県道16号新潟亀田内野線（当時は県道816号）の経路変更に伴って当路線の経路も変更され、新潟市天野三丁目（現江南区、曽野木連絡所前バス停付近）が起点となった。さらに1994年（平成6年）に磐越自動車道が開通し、同道に並行する県道16号のバイパス道路（女池嘉木線）が開通したのに伴って起点は現在地に変更された。
- 1993年（平成5年）5月11日 - 建設省から、県道新潟寺泊線が新潟寺泊線として主要地方道に指定される[3]。
- 1994年4月1日 - 整理番号を802から2へ変更。

## 路線状況

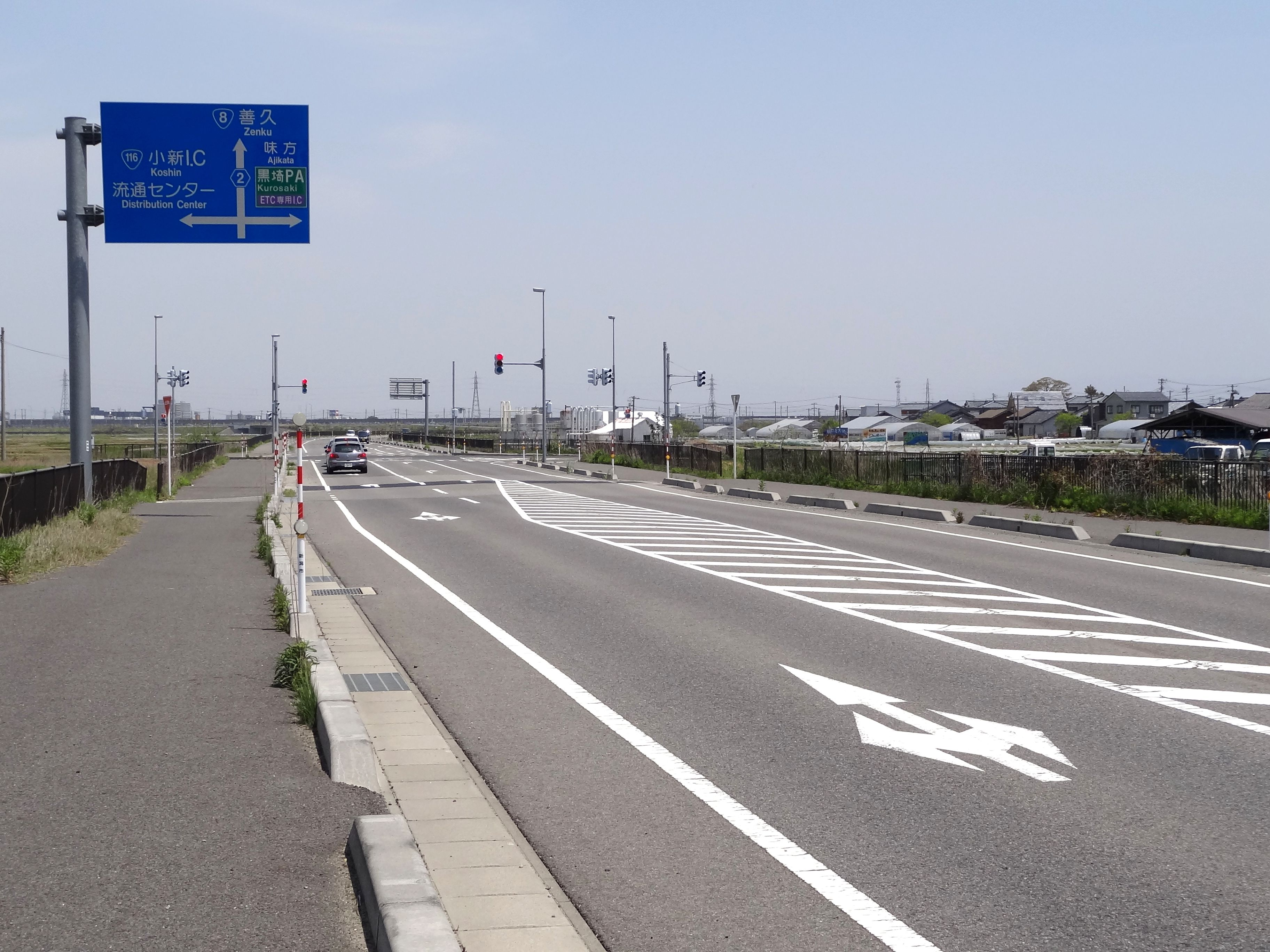
新潟市西区北場付近

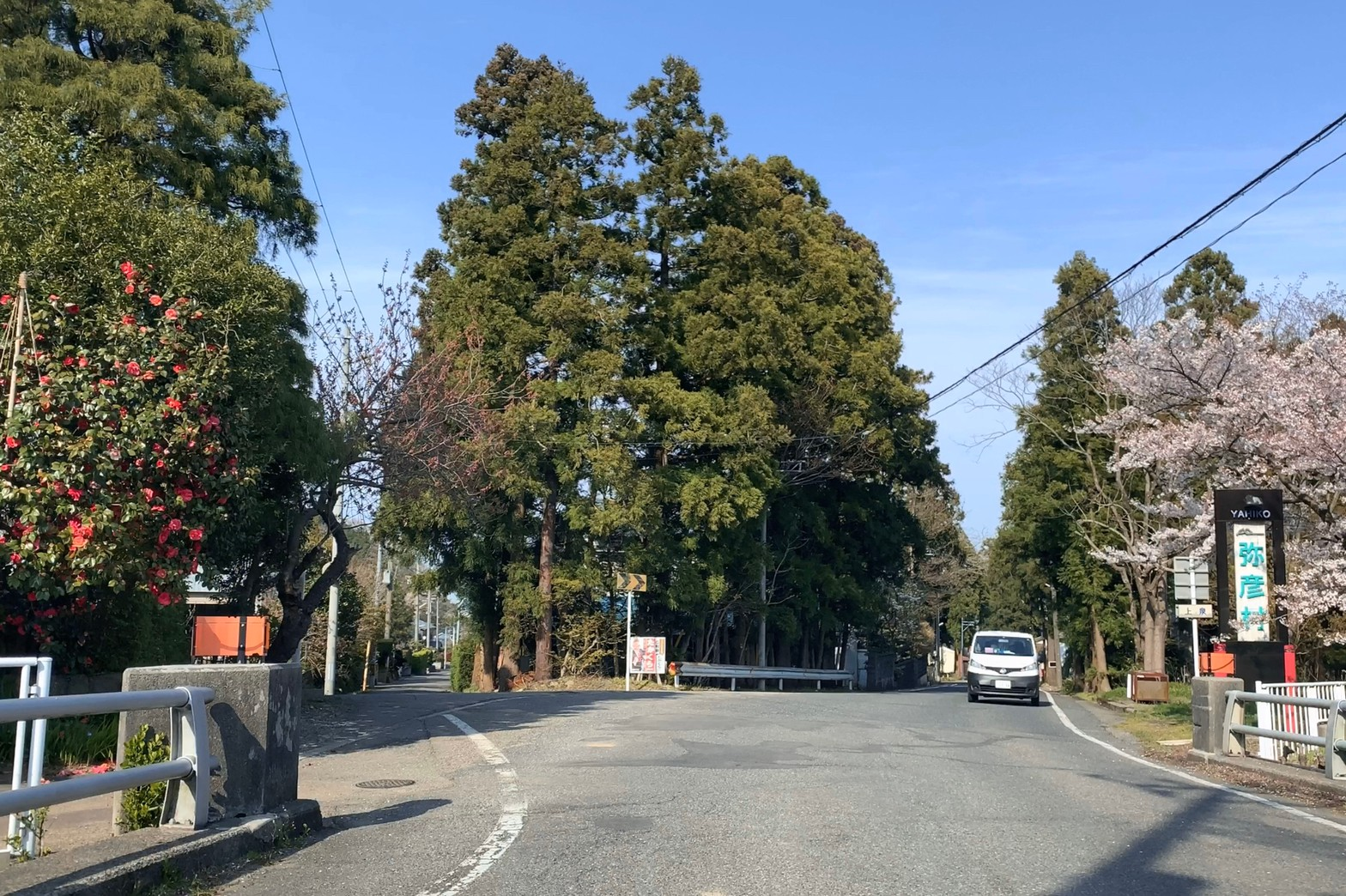
弥彦村上泉付近。右側が県道2号（2020年4月）

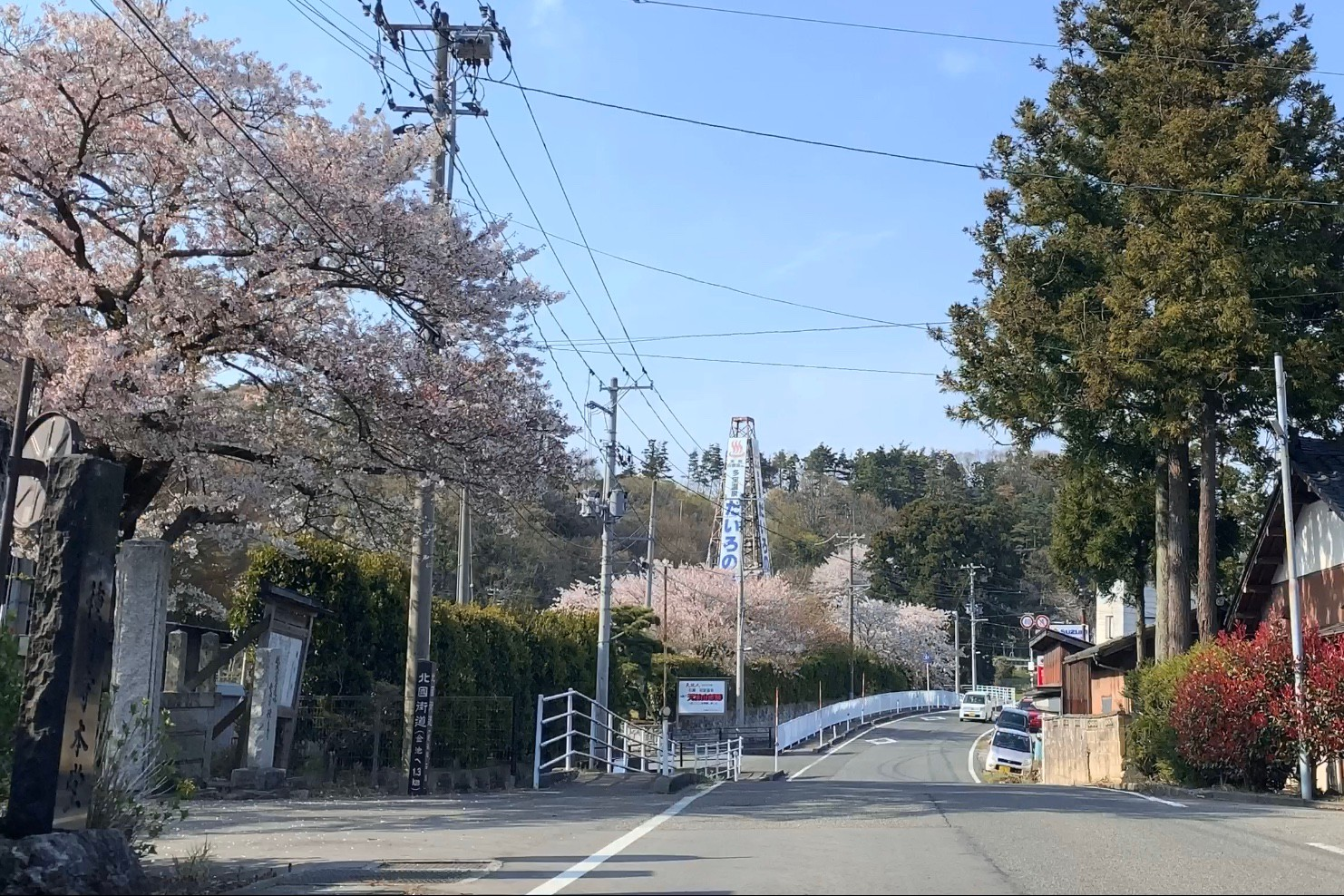
岩室バイパス開通により指定解除された旧道。「北国街道」の標柱が見られる。「多宝温泉だいろの湯」付近（新潟市西蒲区、2020年4月）

### バイパス
旧道が県道指定を外れた路線は「細字」、旧道が引き続き県道2号に指定されている路線は「太字」で記述する。
起点 - 内野町間は、主要地方道新潟亀田内野線時代のバイパス道路も記載する。
- （新潟市江南区嘉木 - 同区天野）
同区曽野木地区内の旧道区間は、かつて信濃川と中ノ口川の合流点付近に架橋されていた木橋の信濃川橋と直結せず、東詰で丁字路となっており、曽野木地区の本村内を経由していた。同橋が老朽化したため、本村南側を経由するバイパス道路を建設する事業と合わせて新橋梁が建設され、1968年（昭和43年）、約200m上流部に現在の信濃川大橋が開通した。しかし天野側の東詰以東は未開通で引き続き丁字路となっており、また旧道も大型貨物車が通行できなかったため長距離にわたって迂回する必要があり、長きにわたって大きなネックとなっていた。バイパス道路はその後天野地内の宅地開発と合わせて整備が進められ、1980年頃に嘉木（嘉木バス停付近）- 天野間の現経路が開通した。
- （新潟市西区善久 - 同区黒鳥）
同区黒埼地区内の区間は見通しが悪い上、道幅が狭隘で歩道もなく大型車の通行が困難であるため、黒埼地区中心部の北側を経由するルートでバイパス化が進められ、同区善久から北場に至るバイパス道路が2007年（平成19年）1月15日に全面開通した。だが一方、バイパス区間の終点周辺である黒鳥・北場地内では県道44号や広域農道など、市郊外方面に至る幹線道路が複雑に交差しており、これら道路は国道116号や、南区内で慢性的に渋滞している国道8号のバイパス経路として使われるケースが多い。このためバイパス開通によって旧道区間の取付け部に交差点が増設され、道路構造がより複雑になったことなどから、これら交差点周辺では朝夕の通勤時間帯を中心に渋滞や速度低下が発生しやすくなっている。
- （新潟市西区高山 - 同区槇尾）
この地域の新川右岸側は、かつて集落内を経由する狭隘区間で渋滞や速度低下がしばしば発生していたが、新潟西バイパス・高山インターチェンジの接続道路として整備する一環で、集落東側にバイパス道路が新設された。
- （新潟市西区新中浜一丁目 - 同区谷内）
- （新潟市西区木山 - 同区赤塚）
- （新潟市西区赤塚 - 同区坂田）
- （新潟市西蒲区松野尾 - 同区仁箇）
- （新潟市西蒲区竹野町地内）
- 岩室バイパス（新潟市西蒲区栄 - 同区石瀬）
  - 岩室温泉地内の狭隘な旧道区間を迂回するバイパス道路。
- 弥彦バイパス（西蒲原郡弥彦村大字弥彦 - 同村大字走出）
- （燕市太田）

### 通称

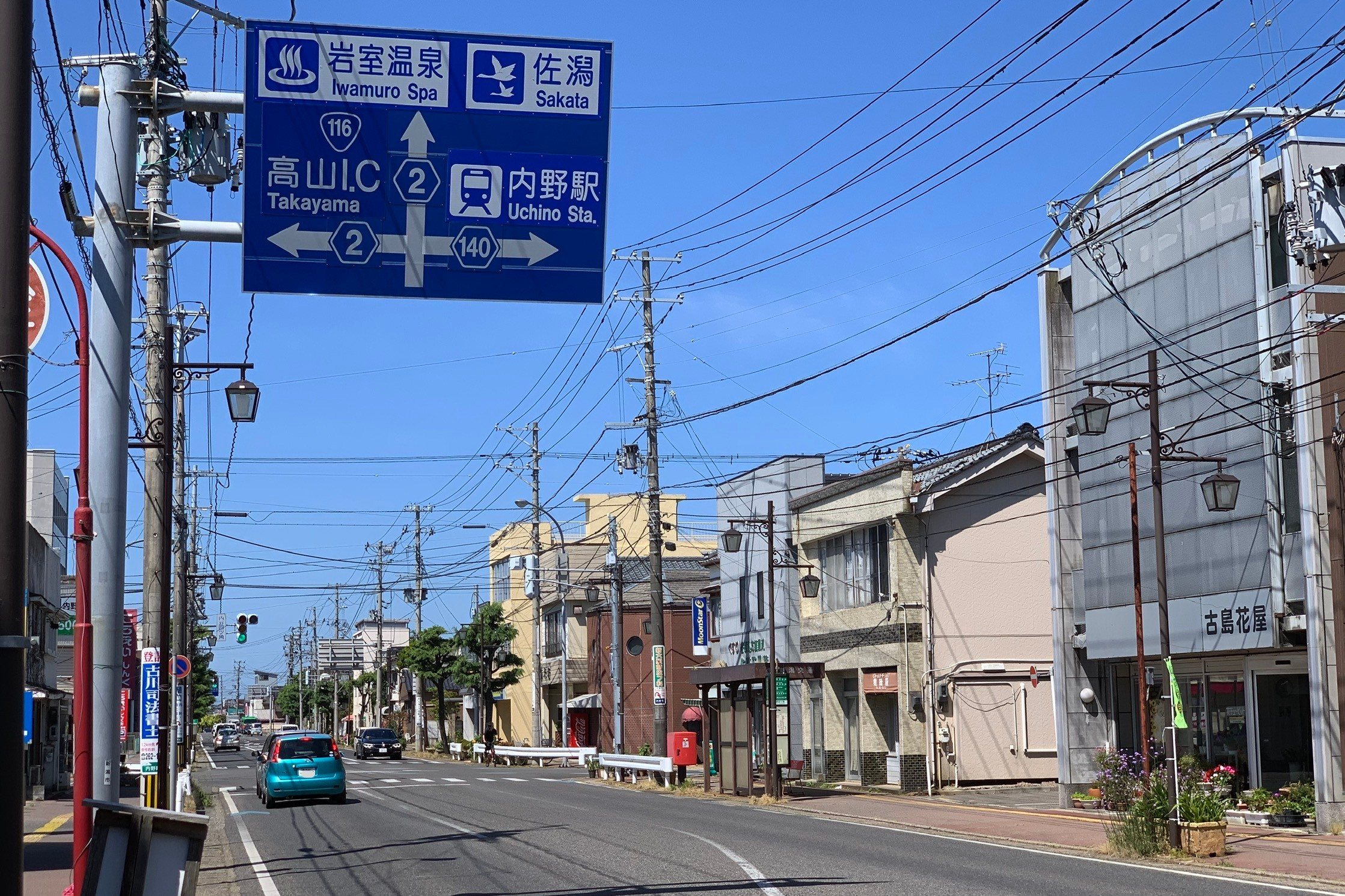
新潟市西区「内野四ツ角」交差点（2020年6月）
ここから西側の区間はおおむね北国街道に沿って走る。

- 旧116号（高山橋 - 内野四ツ角。このうち、高山橋 - 槇尾は旧道区間）
- 弥彦街道
- 富山街道
- 北陸道（古代の北陸計略道路）
- 新寺線（にいでらせん。新潟と寺泊から一文字ずつとったもの）

### 重複区間
- 国道8号、国道17号（新潟市西区鳥原 - 大野町[4]）
- 新潟県道46号新潟中央環状線（新潟市西区大野町）
- 新潟県道44号新潟燕線（新潟市西区黒鳥地内）
- 新潟県道140号内野停車場線（新潟市西区内野町地内）
- 新潟県道46号新潟中央環状線（新潟市西区赤塚 - 同市西蒲区松野尾）
- 国道460号（新潟市西蒲区鷲ノ木）
- 新潟県道55号新潟五泉間瀬線（新潟市西蒲区栄 - 新潟市西蒲区橋本）
- 国道402号、国道460号（長岡市寺泊藪田付近）

### 道路施設

#### 主な橋
新潟市内の橋長は、新潟市ホームページより。
- 天野橋（新潟市江南区）：17.4 m
- 信濃川大橋（新潟市江南区-新潟市西区・信濃川）：617.95 m
- 善久高架橋（新潟市西区・新潟交通電車線）：170 m
- 北場橋（新潟市西区）：6.5 m
- 第一号橋（新潟市西区）：5.1 m
- 第五号橋（新潟市西区）：4 m
- 第六号橋（新潟市西区）：4.7 m
- 新田橋（新潟市西区）：19.5 m
- 新開橋（新潟市西区・東部幹線排水路）：31.0 m - 日本で初めての波形鋼板ウェブPC橋として1993年（平成5年）に架設された[6]。
- 西川橋（新潟市西区・西川）：21.4 m
- 三日月橋（新潟市西区・新川）：51.5 m
- 広通江橋（新潟市西区・広通江）：28.635 m
- 上堰橋（新潟市西蒲区）：14.57 m
- 間手橋（新潟市西蒲区・矢川）：25.6 m
- 中水門橋（新潟市西蒲区）：5.1 m
- 栄大橋（新潟市西蒲区・大通川放水路）：48.198 m
- 夷橋（新潟市西蒲区）：8.8 m
- 矢川橋（新潟市西蒲区・矢川）：16.6 m
- 岩室払川橋（新潟市西蒲区）：4.2 m
- お杉橋（新潟市西蒲区）：14.5 m
- 大滝橋（新潟市西蒲区）：8.5 m
- 渡部橋（燕市・大河津分水路）：383.6 m

#### 道の駅
- 道の駅国上（燕市国上）

### 交通量
2010年度（平成22年度道路交通センサスより）
平日24時間交通量（台）
- 新潟市西区鳥原：17,525
- 新潟市西区内野町：12,638
- 新潟市西蒲区鷲ノ木：5,680
- 新潟市西蒲区金池：4,156

## 地理

### 通過する自治体
- 新潟市（江南区 - 南区 - 西区 - 西蒲区）
- 西蒲原郡弥彦村
- 燕市
- 長岡市

### 交差する道路
- 新潟市江南区
  - 新潟県道16号新潟亀田内野線（嘉木）
  - 新潟県道1号新潟小須戸三条線（天野・信濃川大橋東詰交差点）
- 新潟市西区（※カッコ内は、善久 - 北場間の新設区間）
  - 国道8号（※国道8号重複=国道17号）（信濃川大橋西詰交差点 - 大野町交差点）
  - （国道8号（※国道8号重複=国道17号）（信濃川大橋西詰交差点 - 善久交差点））
  - 新潟県道141号白根黒埼線（大野町交差点）
  - 新潟県道46号新潟中央環状線（大野新町五差路）
  - 西蒲原広域農道1号線（北場交差点）
  - （西蒲原広域農道1号線（北場））
  - 新潟県道44号新潟燕線（黒鳥（亀貝インター通り）交差点 - 黒鳥（旧黒鳥小学校前）交差点）
  - 国道116号（※国道116号重複=国道289号）〈新潟西バイパス〉（高山IC）
  - 新潟県道16号新潟亀田内野線（内野四ツ角交差点）
  - 新潟県道140号内野停車場線（同 - 三日月橋交差点）
  - 西蒲原広域農道2号線（中権寺交差点）
  - 新潟県道168号越後赤塚停車場四ッ郷屋線（木山交差点）
- 新潟市西区 - 新潟市西蒲区
  - 新潟県道46号新潟中央環状線（赤塚 - 巻・松野尾交差点）
- 新潟市西蒲区
  - 新潟県道66号白根西川巻線（松野尾交差点）
  - 新潟県道296号横山巻線（竹野町交差点）
  - 新潟県道562号角田山麓公園線（同）
  - 国道460号（間手橋交差点 - 鷲ノ木）
  - 国道460号〈巻南バイパス〉（鷲ノ木）
  - 新潟県道55号新潟五泉間瀬線（栄交差点 - 橋本）
  - 新潟県道223号石瀬吉田線（石瀬交差点）
- 弥彦村
  - 新潟県道29号吉田弥彦線（弥彦交差点）
  - 新潟県道561号弥彦岩室線〈弥彦山スカイライン〉（スカイライン入口交差点）
  - 新潟県道440号麓野積線（麓）
  - 新潟県道297号矢作長崎線（麓）
- 燕市
  - 新潟県道408号佐善国上線（国上）
  - 新潟県道68号燕分水線（石港交差点）
  - 新潟県道405号国上公園線（国上）
  - 新潟県道159号分水寺泊線（国上・渡部橋北詰交差点）
  - 新潟県道549号渡部敦ヶ曽根線（渡部・渡部橋南詰交差点）
- 長岡市
  - 国道402号（寺泊白岩交差点）